# Chloropoea pondo
Chloropoea pondo är en fjärilsart som beskrevs av Carpenter 1949. Chloropoea pondo ingår i släktet Chloropoea och familjen praktfjärilar. Inga underarter finns listade i Catalogue of Life.